# Randivonat
A Randivonat (eredeti címe: On the Line) 2001-ben bemutatott amerikai romantikus vígjáték Eric Bross rendezésében. A forgatókönyvet Eric Aronson és Paul Stanton készítették. A produkció főbb szerepeiben Lance Bass, Joey Fatone és Emmanuelle Chriqui. 2001. október 9-én mutatták be az Egyesült Államokban. Magyarországon 2002-ben volt látható először videokazettán.

## Cselekmény
Kevin a reklámszakmában dolgozik, és egy pályázatot állít össze a Reeboknak. Miután elutasítják, az anyagát Kevin munkatársa, Jackie használja fel. Kevin a vonaton megismerkedik Abbey-vel, akivel gyorsan megtalálják a közös hangot. A férfi próbálja megtalálnia a nőt, és plakátokat készít, hogy vegye fel vele a kapcsolatot. A hirdetésre habár többen jelentkeznek, Kevin nem találja meg Abbey-t. A mutatványra a helyi újság is érdeklődik, a lapnál viszont Kevin régi osztálytársa, Brady dolgozik, aki neheztel Kevinre. Brady többször próbálja sarazni Kevint a cikkeiben, de csak azt éri el, hogy még népszerűbb lesz a férfi.
Ezalatt Kevin lakótársai fellelkesülnek a sok női jelentkező hallatán, és randizni kezdenek a hölgyekkel. Brady barátnőjének, Julie-nak, a tudomására jut az igazság, és Brady nyilvánosságra hozza, hogy a hirdetés egy átverés. Kevint ejti a Reebok a projektjéből, majd mikor sikerül megtalálnia Abbey-t, Abbey felszáll a vonatra, és az ablakon át mutatja neki az újságot, amin az átverésről írnak. Kevin kérdőre vonja a lakótársait, akik bevallják, hogy egyikük találkozott Abbey-vel is, mire Kevin megüti az illetőt. Kevin megbízza munkatársát, Jackie-t, hogy helyezzen el bocsánatkérő plakátokat Abbey-nek. A hirdetésen egy új helyszínt jelöl meg, ahol a média és az érdeklődők szeme láttára kibékülnek.

## Szereplők
| Szerep              | Színész            | Magyar hangja             | Magyar hangja             |
| Szerep              | Színész            | 1. magyar szinkron (2002) | 2. magyar szinkron (2013) |
| ------------------- | ------------------ | ------------------------- | ------------------------- |
| Kevin Gibbons       | Lance Bass         | Dévai Balázs              | Előd Botond               |
| Rod                 | Joey Fatone        | Betz István               | Szalay Csongor            |
| Abbey               | Emmanuelle Chriqui | Zsigmond Tamara           | Sánta Annamária           |
| Eric                | GQ                 | n.a                       | Szabó Máté                |
| Randy Francis       | James Bulliard     | n.a                       | Borbíró András            |
| Al Green            | Al Green           | n.a                       | n.a                       |
| Jackie              | Tamala Jones       | n.a                       | Böhm Anita                |
| Mick Silver         | Richie Sambora     | n.a                       | Zöld Csaba                |
| Julie               | Amanda Foreman     | n.a                       | Molnár Ilona              |
| Brady               | Dan Montgomery Jr. | n.a                       | n.a                       |
| Higgins             | Dave Foley         | n.a                       | Barát Attila              |
| Nathan              | Jerry Stiller      | n.a                       | Izsóf Vilmos              |
| Barrett             | David Fraser       | n.a                       | Vári Attila               |
| Margie, a recepciós | Jenny Parsons      | n.a                       | Málnai Zsuzsa             |
| Sam                 | Kristin Booth      | n.a                       | n.a                       |
| Rebook              | Sandra Caldwell    | n.a                       | Nádasi Veronika           |
| Kayla Sanders       | Ramona Pringle     | n.a                       | n.a                       |
| Paul                | Jonathan Watton    | n.a                       | Joó Gábor                 |
| Tabatha             | Jeanie Calleja     | n.a                       | Lamboni Anna              |
| öcsi                | Allen Alvarado     | n.a                       | Pál Dániel                |
| Brandy S.           | Brandi Williams    | n.a                       | n.a                       |
| Angelo, a fodrász   | Chris Kirkpatrick  | n.a                       | Előd Álmos                |
| sminkes             | Justin Timberlake  | n.a                       | Moser Károly              |
| Rod randija         | Chyna              | n.a                       | n.a                       |

## Fogadtatás

### Kritikai visszhang
A film visszatetszést keltett a kritikusokban. A Rotten Tomatoeson 19%-os minősítést ért el 69 értékelés alapján, az összefoglaló szerint: „Az 'N Sync-rajongóknak szánt romantikus vígjáték ügyetlen próbálkozása.” Joe Leydon a Varietytől azt írta: „Természetesen sokkal kellemetlenebb módját is találhatná annak, hogy hogyan töltsön el 85 percet.” Owen Gleiberman az Entertainment Weeklytől azt írta: „A Randivonal a Szerelem a végzeten szeretne lenni az Oxy és Skecher generációnak, de inkább olyan, mint a legrosszabb film, amit Michael J. Fox sosem készített el.” Lou Lumenick a New York Posttól azt írta: „Gázosabb, mint az 'N Sync.” Roger Ebert szerint: „Egy gyötrelmesen nyikorgó film, amely fáradságosan végigvágja magát egy olyan mesterkélt cselekményen, hogy az egyetlen igazi dolog benne a hossza.”
A Metacritic 34 pontot szerzett a 100-ból 23 vélemény alapján. Richard Harrington a Washington Posttól azt írta: „Ártalmatlan romantikus és zenei mókák bőven akadnak, és az érzelgősség uralkodik.” Jay Carr a Boston Globe-tól azt írta: „Végül is, ez a sok hűhó semmi különösről, ami biztosan nem elég ahhoz, hogy Bass filmes karrierbe kezdjen, de valószínűleg elég ahhoz, hogy az 'N Sync rajongók elégedettek legyenek” Lisa Alspector a Chicago Readertől azt írta: „Az a következetesség, amellyel a cselekmény a kitaláció helyett a jellemzésre épül, teszi ezt a filmet jobbá, mint sok, állítólag felnőtt versenytársát.”

### Bevétel adatai
A Box Office Mojo szerint a film veszteséges volt. A 16 millió dolláros költségvetésre 4 millió dolláros bevételt ért el.